# Episodi di Un medico in famiglia (sesta stagione)

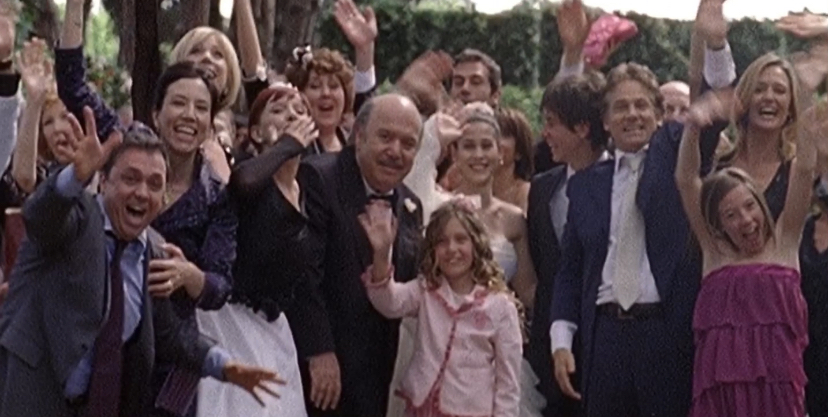
Schermata della scena finale con il cast di Un medico in famiglia 6

La sesta stagione di Un medico in famiglia è andata in onda in prima visione su Rai 1 dal 20 settembre al 23 novembre 2009. Nel cast dei grandi ritorni: Giulio Scarpati nel ruolo del dottor Lele Martini, Pietro Sermonti nel ruolo del dottor Guido Zanin ed Ugo Dighero nel ruolo di Giulio Pittaluga. Confermato il resto del cast, anche se Lunetta Savino interpreta il personaggio di Cettina solo in alcuni episodi, Francesco Salvi esce di scena e Lino Banfi e Milena Vukotic interpretano rispettivamente Nonno Libero e Nonna Enrica solamente in 14 episodi su 26 (nella prima, seconda, settima, ottava, nona, decima per Enrica. Undicesima dodicesima e tredicesima puntata quattordicesima puntata. E poi diciannovesima e ventesima, venticinquesima e ventiseiesima). C'è anche una novità di tipo tecnico: in questa stagione cambia la frequenza dei fotogrammi delle immagini. Dopo le prime cinque stagioni riprese a 25 fotogrammi al secondo interlacciati (qualità televisiva nel sistema PAL), questa sarà la prima stagione ad essere ripresa in 24p (scansione tipicamente cinematografica). Tra le new entry del cast: Gabriele Cirilli (è Dante Piccione, il fidanzato della colf Melina), Francesca Cavallin (che interpreta Bianca, la sorella di Giulio), Caterina Misasi (nei panni di Fanny, una dottoressa che perderà la testa per Lele) ed Emanuela Grimalda (nei panni di Ave, la madre di Guido). Assenti invece Kabir Bedi (Nonno Kabir) e il suo nucleo familiare (di cui non si sa più nulla) con Shivani Ghai e David Sebasti, così come Alberto Foschi (Manuele Labate) e Rebby (Carlotta Aggravi), entrambi a Milano a cercare lavoro. La regia è di Tiziana Aristarco ed Elisabetta Marchetti. Sono assenti inoltre Mariano e Fausto (rispettivamente interpretati da Vincenzo Crocitti e Pino Ferrara), eliminati dalla serie a causa dello stato di salute degli attori che li interpretavano, venuti a mancare qualche tempo dopo, ma tuttavia non si sa nulla sul motivo per cui i due personaggi non ci siano più. Inoltre la sigla iniziale del programma cambia sostituendo la precedente Ai Ai Ai che diventa da questa stagione in poi (in alcuni episodi) la sigla finale.
| nº | Titolo                             | Prima TV Italia   | Ascolti        | Ascolti | Ascolti |
| nº | Titolo                             | Prima TV Italia   | Telespettatori | Share   | Fonti   |
| -- | ---------------------------------- | ----------------- | -------------- | ------- | ------- |
| 1  | Ciao, famiglia!                    | 20 settembre 2009 | 5.943.000      | 23,20%  | [ 1 ]   |
| 2  | La partenza                        | 20 settembre 2009 | 6.800.000      | 27,08%  | [ 1 ]   |
| 3  | Fratelli e sorelle                 | 27 settembre 2009 | 6.395.000      | 25,76%  | [ 2 ]   |
| 4  | Le mani nella cioccolata           | 27 settembre 2009 | 6.349.000      | 29,98%  | [ 2 ]   |
| 5  | Bugie e segreti                    | 4 ottobre 2009    | 7.346.000      | 27,73%  | [ 3 ]   |
| 6  | Voglia di cioccolata               | 4 ottobre 2009    | 6.853.000      | 32,00%  | [ 3 ]   |
| 7  | La voce del sangue                 | 6 ottobre 2009    | 6.177.000      | 21,87%  | [ 4 ]   |
| 8  | Natale con i tuoi                  | 6 ottobre 2009    | 5.801.000      | 22,65%  | [ 4 ]   |
| 9  | Fiocco rosa o azzurro              | 13 ottobre 2009   | 7.151.000      | 25,67%  | [ 5 ]   |
| 10 | Tutti lo chiamano nonno            | 13 ottobre 2009   | 6.863.000      | 28,02%  | [ 5 ]   |
| 11 | Le notti bianche                   | 20 ottobre 2009   | 6.871.000      | 23,92%  | [ 6 ]   |
| 12 | Cambio nonno                       | 20 ottobre 2009   | 6.139.000      | 25,42%  | [ 6 ]   |
| 13 | Il fantasma di Cettina             | 27 ottobre 2009   | 6.545.000      | 23,26%  | [ 7 ]   |
| 14 | Baci rubati                        | 27 ottobre 2009   | 6.000.000      | 26,34%  | [ 7 ]   |
| 15 | Vengo anch'io... no, tu no!        | 3 novembre 2009   | 6.695.000      | 22,78%  | [ 8 ]   |
| 16 | I delfini innamorati               | 3 novembre 2009   | 6.229.000      | 24,94%  | [ 8 ]   |
| 17 | Ti presento i miei                 | 9 novembre 2009   | 7.467.000      | 25,56%  | [ 9 ]   |
| 18 | All'ombra del cupolone             | 9 novembre 2009   | 7.004.000      | 26,93%  | [ 9 ]   |
| 19 | La mossa del cavallo               | 10 novembre 2009  | 7.582.000      | 26,27%  | [ 10 ]  |
| 20 | Tu vuoi fa' l'americana...         | 10 novembre 2009  | 7.353.000      | 30,26%  | [ 10 ]  |
| 21 | Non c'è rosa senza spine           | 16 novembre 2009  | 7.438.000      | 25,86%  | [ 11 ]  |
| 22 | Ciao Giulia                        | 16 novembre 2009  | 6.834.000      | 27,30%  | [ 11 ]  |
| 23 | Compleanno a sorpresa              | 17 novembre 2009  | 7.838.000      | 28,30%  | [ 12 ]  |
| 24 | Questo matrimonio non s'ha da fare | 17 novembre 2009  | 7.353.000      | 30,22%  | [ 12 ]  |
| 25 | Ci vorrebbe un amico               | 23 novembre 2009  | 8.862.000      | 30,73%  | [ 13 ]  |
| 26 | Fuga d'amore                       | 23 novembre 2009  | 8.333.000      | 33,99%  | [ 13 ]  |

- Cast fisso: Giulio Scarpati (Lele Martini), Margot Sikabonyi (Maria), Pietro Sermonti (Guido Zanin), Francesca Cavallin (Bianca), Ugo Dighero (Giulio Pittaluga), Paolo Sassanelli (Oscar Nobili), Michael Cadeddu (Ciccio Martini), Eleonora Cadeddu (Annuccia), Beatrice Fazi (Melina), Gabriele Cirilli (Dante Piccione), Rosanna Banfi (Tea), Paola Minaccioni (Maura), Alessandro Bertolucci (Max Cavilli), Milena Vukotic (Enrica).
- Ricorrenti: Lino Banfi (Libero Martini), Anita Zagaria (Nilde), Alessandro D'Ambrosi (Davide Orsini), Caterina Misasi (Fanny), Emanuela Grimalda (Ave), Lunetta Savino (Cettina).

## Ciao, famiglia!
- Diretto da: Tiziana Aristarco.
- Scritto da: Giuseppe Badalucco, Antonio Consentino, Franca De Angelis, Emanuela Del Monaco.
- Altri interpreti: Domiziana Giovinazzo (Elena), Gabriele Paolino (Bobò), Federica Sbrenna (Miranda), Paolo Maria Scalondro (Andrea)

### Trama
Nonno Libero ha lasciato il suo incarico di sindaco di Poggio Fiorito per badare alla famiglia. Tanti ritorni a casa Martini: Guido è tornato da Maria dopo l'esperienza in Africa, ma anche Giulio è ricomparso dopo un lungo periodo fuori Roma ed ha aperto una cioccolateria a Poggiofiorito. Assenti invece Cettina e la sua famiglia: l'ex colf di casa Martini è apparentemente scomparsa in un naufragio e il suo corpo non è mai stato ritrovato, mentre Torello ed Eros per il dolore si sono trasferiti a Brescia; senza spiegazione sono usciti di scena Sarita, Emilio e Kabir. Dopo 8 anni, Lele, che si è separato da Alice ed è diventato professore universitario alla Sorbona, parte per Roma assieme ai due gemelli Elena e Libero Junior (detto Bobò) perché Ciccio e Miranda si sposano. Già dal loro arrivo all'aeroporto cominciano i guai: per un attimo di distrazione, Lele perde di vista i suoi figli e cominceranno quindi una serie di equivoci che coinvolgeranno Libero, Enrica, Maria e Ciccio. Nel frattempo in casa Martini fervono i preparativi per le nozze e per il futuro degli sposi: infatti i due si trasferiranno in Puglia per aprire una masseria, dato l'amore di entrambi per la campagna, e assieme a loro partiranno anche Nilde e Andrea, che hanno chiuso il loro vivaio. Proprio poco prima della cerimonia, Ciccio viene abbandonato all'altare dalla fidanzata Miranda, la quale non si sente ancora pronta a fare un passo così importante. A una brutta notizia ne corrisponde una buona, perché Maria rivela a Guido di aspettare un bambino.

## La partenza
- Diretto da: Tiziana Aristarco.
- Scritto da: Giuseppe Badalucco, Antonio Consentino, Franca De Angelis, Emanuela Del Monaco.
- Altri interpreti: Federica Sbrenna (Miranda), Paolo Maria Scalondro (Andrea), Emanuele Cito (Lele Junior)

### Trama
Una brutta sorpresa attende Guido e Maria: i due scoprono infatti che Dante Piccione, inquilino del loro appartamento, li evita per non restituire loro le chiavi, costringendoli a rimanere a vivere a casa Martini. Durante una chiacchierata, Nonno Libero rivela a suo figlio Lele di sentire il peso della vecchiaia e di non riuscire più a sopportare la vita che conduce: egli vorrebbe infatti trasferirsi nel suo paese natale, in Puglia, dove possiede un trullo. Bianca, la sorella di Giulio, arriva dai Paesi Bassi per aiutare nella gestione della cioccolateria. Durante una serata con gli amici, Ciccio incontra Miranda in un locale e questa gli rivela di essere in partenza per Barcellona dove seguirà un corso sulla moda; chiede al ragazzo di aspettarla al suo ritorno, ma Ciccio non accetta e chiude definitivamente ogni rapporto con lei. Durante una discussione con sua sorella, Lele scopre che, mentre era in Australia, Nonno Libero aveva avuto un infarto. Una volta convinta Nonna Enrica, Nonno Libero va a vivere in Puglia insieme a sua moglie, Nilde, Andrea e Lele Junior, lasciando casa Martini nelle mani del figlio.
- Incongruenze: Nel 13º episodio della prima stagione, "La grande paura", Giulio si presenta a casa Martini con la nipote, figlia di sua sorella. Ma dice che la nipote si chiama Chiara, ha circa l'età di Annuccia ed è figlia della sorella che si chiama Maria Pia. Ancora, nel 43º episodio, sempre della prima stagione, "Papà, mi mandi al concerto?", Giulio si trasferisce a casa di Alice per qualche tempo perché la sorella Paola ha occupato casa sua con i figli. Questi personaggi risultano incongruenti con quello di Bianca, di cui mai si è parlato e che ha una figlia, Inge, dell'età dei gemelli, quindi molto più piccola di Annuccia. In questa stagione non si parla di altre sorelle, ma sembra che Bianca sia l'unica sorella di Giulio.

## Fratelli e sorelle
- Diretto da: Tiziana Aristarco.
- Scritto da: Federico Calamante, Tommaso Capolicchio.
- Altri interpreti: Domiziana Giovinazzo (Elena), Gabriele Paolino (Bobò), Gabriele Anagni (Pier)

### Trama
Partito Nonno Libero, tocca a Lele badare a tutta la famiglia. Elena e Bobò sono in ansia per il loro primo giorno di scuola in Italia e cercano conforto nella parole del padre, mentre Annuccia continua ad avere un comportamento piuttosto arrogante nei confronti dei fratellini, poi si ricrederà difendendo Elena dai bulli e chiarendosi con lei. Intanto, Maria e Guido notano che nel sito di incontri visitato dalla colf Melina è presente anche Dante Piccione, e decidono di organizzargli un appuntamento con la colf che si finge nuovamente filippina. Annuccia è stata invitata assieme all'amica Corinna alla festa di Pier, il ragazzo del liceo che è la voce principale dei Blue Monkeys, ovvero un gruppo di cantanti, e di cui Annuccia è segretamente innamorata, ma non sa cosa indossare. Bianca e Lele si offrono per aiutarla e le regalano un vestito rockettaro di cui Annuccia appare particolarmente entusiasta. Melina, che dovrebbe consegnare a Dante Piccione la lettera con l'ingiunzione dello sfratto, si innamora dell'uomo e nel frattempo Annuccia viene salvata appena in tempo dal padre, mentre due delinquenti cercavano di portarla in auto con loro. Lele rimprovera la figlia, ammonendola severamente a stare più attenta, ma l'uomo capisce come quest'ultima abbia sofferto la sua assenza e sia rimasta ad aspettarlo sicura del suo ritorno.

## Le mani nella cioccolata
- Diretto da: Tiziana Aristarco.
- Scritto da: Federico Calamante, Tommaso Capolicchio.
- Altri interpreti: Stefano Santospago (Professor Cerquetti)

### Trama
Il professore di Maria la contatta perché vuole parlare con suo padre ed invitarlo a tenere un discorso durante un convegno di medicina ambientale. Fanny, collega di Maria, si invaghisce di Lele e lo elogia per il libro che ha scritto. Intanto, Maria e Guido scoprono che Dante Piccione e Melina si sono fidanzati e il medico concede all'uomo una settimana per sgomberare l'appartamento. A Maria viene affidato il caso di Benedetta, una bambina ricoverata per alcuni dolori allo stomaco; questi dolori sono dovuti all'assenza del nonno della bambina al quale è molto legata, partito per un lungo viaggio. Solo dopo aver parlato con i genitori della bambina, Maria scopre che in realtà il nonno è morto e quindi li invita a dire la verità alla figlia, perché è questo senso di colpa che ha dentro che le sta facendo venire questi strani dolori allo stomaco. I genitori della bambina ringraziano Maria per essersi occupata di loro e di Benedetta e, così, Maria diventa la nuova assistente del Professor Cerquetti. Intanto Giulio concede a Bianca il permesso per tornare nei Paesi Bassi, cosa che rende Lele molto triste. Rimasti da soli in cioccolateria, Lele e Bianca cedono alla passione e si baciano.

## Bugie e segreti
- Diretto da: Tiziana Aristarco.
- Scritto da: Mila Venturini.

### Trama
Di nascosto da tutti, Melina continua a frequentare Dante Piccione, l'inquilino moroso che occupa l'appartamento di Guido e Maria, ma non sa che il ragazzo le sta mentendo: non è un ricco imprenditore come vuol farle credere, ma solo un umile garagista con manie di grandezza. Studiando insieme per la specializzazione, Fanny e Maria diventano amiche, ma Maria è gelosa perché teme che Fanny faccia la corte a Guido. Non immagina che la giovane collega è interessata ad un altro membro della sua famiglia: suo padre. Anche sul lavoro la giovane Martini vive un momento di stress: dopo aver scoperto di essere in dolce attesa, il suo professore, che le aveva promesso un posto da assistente all'Università, ritira l'offerta. Intanto attorno a casa Martini circola uno strano personaggio: Ave, una veneta stralunata che sembra molto interessata a Guido.

## Voglia di cioccolata
- Diretto da: Tiziana Aristarco.
- Scritto da: Giovanna Caico.

### Trama
La gravidanza di Maria procede ed arrivano anche le voglie, in particolare quella di cioccolato. Intanto alla clinica di Poggio Fiorito si svolgono le selezioni per l'assunzione di nuovo personale. Verrà aperto anche un reparto di neuropsichiatria infantile che è proprio la specializzazione della giovane dottoressa. Nonostante l'anno sabbatico, anche Lele freme per ritornare al lavoro; Oscar gli propone il posto di direttore della clinica, ma lui vuole fare il medico e non stare dietro ad una scrivania. Dopo aver cercato di nascondere la verità, Giulio confessa a Lele che la cioccolateria naviga in pessime acque: è fortemente indebitato. Lele gli suggerisce di chiamare di nuovo Bianca per aiutarlo, ma quando Lele arriva all'aeroporto riceve una brutta sorpresa: scopre, infatti, che Bianca è fidanzata. Ave, lo strano personaggio che circola intorno a casa Martini, si trasferisce a Poggio Fiorito. Una sera si presenta con una torta al cioccolato bianco e finalmente svela a tutti la sua vera identità: è la madre di Guido. Maria e Guido sono allibiti e sbalorditi quando lo scoprono.

## La voce del sangue
- Diretto da: Tiziana Aristarco.
- Scritto da: Andrea Vernier.
- Altri interpreti: Domiziana Giovinazzo (Elena), Tresy Taddei (Tracy)

### Trama
Mentre Lele torna a Parigi per qualche giorno, Nonno Libero e Nonna Enrica tornano dalla Puglia per festeggiare insieme alla famiglia le vacanze natalizie. Guido è refrattario all'idea di iniziare un rapporto con la madre Ave, dato che non gli è mai stata accanto. Nonno Libero è vittima di un clonazione del bancomat e accusa Nonna Enrica di aver speso troppo nell'acquistare nuovi abiti. Fanny scopre che dei rifiuti tossici versati in un fiume provocano delle reazioni allergiche e dei malori e insieme a Lele cercano di ricavare delle prove. Elena riceve in regalo da nonno Libero un cavallo proveniente dalla Puglia, Nanni, e lo porta in un maneggio insieme a Ciccio. Lì i due fratelli conoscono la giovane proprietaria Tracy, una ragazza molto amante dei cavalli; Ciccio sembra prendersi subito una cotta per lei. Il giovane, inoltre, comincia a lavorare nel maneggio. 

## Natale con i tuoi
- Diretto da: Tiziana Aristarco.
- Scritto da: Fidel Signorile.
- Altri interpreti: Yana Mosiychuk (Inge)

### Trama
Giulio e Bianca organizzano un benvenuto particolare in pasticceria per l'arrivo di Inge (la figlia di Bianca). Quando Dante Piccione si addormenta sul letto di Nonno Libero, gli compare in sogno Cettina, che con l'aspetto di una sirena gli recita un indovinello; con l'aiuto di Melina e di Nonno Libero, Dante Piccione cerca di decifrarlo e quando stanno per giocare un terno, Melina lo convince a giocare una quaterna che non uscirà. Melina sospetta che, dato che il numero 47 (il morto che parla) non è uscito nei numeri del lotto, Cettina potrebbe non essere morta. Nel frattempo Guido ed Ave hanno un duro confronto e quest'ultimo le fa pesare sempre più il fatto di non esserci stata nei momenti del bisogno.
Giulio aveva fatto preparare 3000 torte alla sorella Bianca per una nobile, ma quando Giulio scopre che quell'accordo è saltato, se la vede brutta, e un'inaspettata neve a Poggiofiorito decora il giorno di Natale.
Dopo aver appreso della vincita al lotto, Giulio torna in cioccolateria dove si festeggia il Natale: nonno Libero va a prendere Ave, rimasta sola a casa dopo il confronto con Guido, Bobò si dichiara ad Inge e si fidanzano, Lele concede ad Annuccia la possibilità di andare sulla neve con Corinna e sua sorella.

## Fiocco rosa o azzurro
- Diretto da: Elisabetta Marchetti.
- Scritto da: Gianni Cardillo.
- Altri interpreti: Yura Marin (Hans)

### Trama
Nonna Enrica, rimasta a Poggiofiorito senza Nonno Libero, ed Ave vorrebbero scoprire il sesso del nascituro, ma Maria e Guido sono contrari; questo porterà il ragazzo ad arrabbiarsi con le due donne sorprendendole a sbirciare le cartelle mediche della moglie. Maria prepara una serata esclusiva per lei e Guido, ma quest'ultimo è occupato, dato che una donna gli chiede aiuto e lo trattiene per la maggior parte della serata; lei si sente un po' esclusa dalla vita di Guido da quando aspetta un bambino, ed è convinta di non piacergli più da quando ha il pancione, ma Guido le dimostrerà il contrario. Bianca nel frattempo non riesce a trovare Giulio e chiede aiuto a Lele per cercarlo. Fanny perde il suo primo paziente, e non riuscendo a non manifestare i suoi sentimenti, chiede conforto a Lele, che sostituisce momentaneamente Bianca e Giulio in cioccolateria e riceve la visita di Hans, fidanzato della stessa Bianca.

## Tutti lo chiamano nonno
- Diretto da: Elisabetta Marchetti.
- Scritto da: Miranda Pisione.
- Altri interpreti: Rebecca Cantisani (Palù), Jinny Steffan (Irma)

### Trama
Mentre gli ultimi mesi di gravidanza si avvicinano per Maria, Lele sente che diventare nonno sarà una nuova avventura, completamente diversa dall'essere padre. Maria deve aiutare una bambina di nome Paola a parlare e, durante uno scontro con quest'ultima, le si rompono inaspettatamente, e in anticipo, le acque; poco tempo dopo dà alla luce la piccola Paola Enrica Ave Zanin, soprannominata Palù. Nel frattempo, il rapporto tra Fanny e Lele cresce sempre di più. Giulio nel frattempo partecipa al concorso televisivo Mister Bastardo, dove rincontrerà Irma, sua vecchia fiamma; il programma tuttavia si rivelerà uno scherzo ai suoi danni da parte della donna, che anni prima Giulio aveva sedotto e abbandonato. Dante Piccione e Melina fingono di non aver trovato casa per poter restare in quella di Maria e di Guido.

## Le notti bianche
- Diretto da: Elisabetta Marchetti.
- Scritto da: Chiara Balestrazzi, David Bellini.
- Altri interpreti: Rebecca Cantisani (Paola)

### Trama
Nonno Libero torna a Roma per conoscere la piccola Paola. Intanto una zia di Melina, prima di ritornare a Mondragone, dona alla nipote un rustico non lontano da Roma. Lele cerca di convincere Fanny a non portare avanti la relazione, ma la ragazza è davvero innamorata. Guido, finalmente, chiama Ave Mamma.

## Cambio nonno
- Diretto da: Elisabetta Marchetti.
- Scritto da: Chiara Balestrazzi, David Bellini.
- Altri interpreti: Ninetto Davoli, Simona Marchini, Rebecca Cantisani (Palù)

### Trama
Giulio convince Nonno Libero a partecipare ad un nuovo programma di TeleTua, Cambio Nonno. Nonno Libero accetta e si ritrova in una casa, con una nuova famiglia, e per di più, laziale; di conseguenza, il nonno di quella famiglia va a convivere con i Martini, evidenziando differenze culturali e di stili di vita. Nel frattempo la piccola Palù continua ad essere il centro delle attenzioni dei Martini; è arrivato il momento del primo bagnetto, e Nonno Libero rischia di perderselo. Intanto Fanny scompare e fugge nella sua casa al mare, dopo aver scoperto che il suo migliore amico Aldo è morto e che ha visto Lele e Bianca insieme.

## Il fantasma di Cettina
- Diretto da: Elisabetta Marchetti.
- Scritto da: Federico Calamante, Tommaso Capolicchio.
- Altri interpreti: Yana Mosiychuk (Inge)

### Trama
Dopo la scomparsa di Cettina, Torello ha deciso di abbandonare la casa a Roma per trasferirsi a Brescia. I gemellini ed Inge notano la sagoma di una donna dietro la finestra della casa dei Torello, disabitata, credendo che si tratti del fantasma di Cettina. Nonna Enrica, a tal proposito, organizza una seduta spiritica per evocare Cettina insieme alle sue amiche. Intanto Guido scopre la relazione tra Fanny e Lele, e proprio quest'ultimo gli prega di non rivelare nulla alla famiglia. Intanto, i lavori della casa della zia di Melina, affidati allo stesso Dante Piccione, procedono lentamente e Guido si arrabbia con quest'ultimo poiché ha bisogno di andare a vivere a casa propria il prima possibile, dandogli un ultimatum. Melina chiede a Nonno Libero di convincere Guido a dare più tempo a Dante Piccione per riparare la casa.

## Baci rubati
- Diretto da: Elisabetta Marchetti.
- Scritto da: Federico Calamante, Tommaso Capolicchio.
- Altri interpreti: Giulia Luzi (Giulia), Rebecca Cantisani (Palù), Alexandra Filotei (Babysitter)

### Trama
Giulia, un'amica di Annuccia, sorprende Fanny e Lele. Annuccia, dopo averlo scoperto dall'amica, non accetta la nuova fidanzata del padre, al contrario della famiglia che è ancora un po' confusa. Intanto terminano i lavori a casa della zia di Melina e Guido, Maria e Palù possono tornare nel loro appartamento; tuttavia un'esplosione, causata da un guasto alla caldaia riparato in maniera sbagliata da Dante Piccione, rende inagibile l'abitazione. Giulio, intanto, è partito di nascosto per partecipare ad un reality show, L'Isola Dei Coraggiosi, un programma di Teletua, lasciando Bianca a lavorare in cioccolateria da sola.

## Vengo anch'io... no, tu no!
- Diretto da: Elisabetta Marchetti.
- Scritto da: Gianni Cardillo.
- Altri interpreti: Massimo Bulla (Alex), Tresy Taddei (Tracy), Sarah Calogero (Albina)

### Trama
Davide, medico nella clinica dove lavorano i Martini, confessa a Lele di essere innamorato di Fanny. Lele, imbarazzato, non gli rivela di avere una relazione con la ragazza. Bianca, rimasta da sola, incontra Alex, un vecchio amico di suo padre, e lo assume come commesso. Tracy cade da cavallo durante un allenamento e Ciccio, preoccupato, la soccorre e la porta nella clinica di Guido. Lì, mentre Tracy è ancora addormentata, rivela a Lele di essersi innamorato di lei. Quella sera, quando la riporta a casa, le raccomanda di andare subito a letto, ma lei non lo ascolta e va dal cavallo che dovrà montare al derby, Royston III, ma si accorge di non riuscire più a salire a cavallo a causa della paura. 
Intanto Ave è tornata dal Veneto e dice a Guido che l'altra sua figlia, Albina, non ha preso bene la notizia di avere un fratello. Ma Guido è fiducioso: è sicuro che presto sua sorella capirà. 

## I delfini innamorati
- Diretto da: Elisabetta Marchetti.
- Scritto da: Miranda Pistone.
- Altri interpreti: Yana Mosiychuk (Inge), Tresy Taddei (Tracy), Gabriele Anagni (Pierre), Giulia Luzi (Giulia)

### Trama
Inge ed i gemelli convincono Bianca e Lele ad andare all'Acqua Park, dove sperano di farli innamorare. Fanny decide di seguire Lele all'Acqua Park per conoscere bene i gemelli, ma questi non ne vogliono proprio sapere. Melina ed Ave, dopo aver sentito un fatto di cronaca durante un notiziario, credono che l'operaio intervenuto in casa per riparare un gradino sia un rapinatore e cadono nel panico. Tracy non riesce più ad andare a cavallo ed i tentativi di Ciccio sono inutili. Pierre, il ragazzo che piace ad Annuccia, è in cerca di due nuove coriste per la sua band ed Annuccia, insieme a Giulia, decidono di offrirsi per il concerto: il risultato è che Giulia riceve i complimenti di due produttori discografici. Durante il concerto Ave inciampa sul gradino, riparato da Dante Piccione, e si rompe una gamba.

## Ti presento i miei
- Diretto da: Elisabetta Marchetti.
- Scritto da: Giovanna Caico.
- Altri interpreti: Tresy Taddei (Tracy)

### Trama
Fanny decide di presentare Lele alla sua famiglia. Il medico non vorrebbe dare questa notizia ai genitori della ragazza, ma alla fine si fa convincere da quest'ultima. Ave riceve il permesso della famiglia Martini di trasferirsi a casa loro, perché la colf Melina non è in grado di badare alla bambina da sola. Tra i genitori di Fanny e Lele nasce un grande rapporto di amicizia, dato che il dottore e il padre della ragazza si conoscevano già da moltissimi anni. Tracy riprende a montare, in seguito alla caduta da cavallo di un bambino dell'ippoterapia. Maria e Ciccio si complimentano con lei e il ragazzo le chiede di cavalcare insieme al chiaro di luna: i due si stanno avvicinando molto. 

## All'ombra del cupolone
- Diretto da: Elisabetta Marchetti.
- Scritto da: Mila Venturini.
- Altri interpreti: Giorgia Würth (Valentina), Yana Mosiychuk (Inge)

### Trama
Melina capisce che Dante Piccione non la vuole sposare a causa dell'eredità dello zio di quest'ultimo, Alvise, che gli ha promesso un negozio di confetti sul corso principale di Sulmona a patto che il nipote rimanga scapolo; a causa di ciò Melina decide di aspettare l'eredità. Guido, preso dagli impegni di padre, decide di accettare l'invito a una festa di Valentina. Bianca riceve dal Vaticano l'incarico di preparare una scultura di cioccolato, ma i gemellini e Inge la riducono in briciole. Lele aiuta Bianca, riuscendo alla fine a creare un vero capolavoro. Dopo aver lavorato tutta la notte, Lele e Bianca si baciano: il medico capisce allora di essere innamorato di Bianca e decide di chiudere la storia con Fanny, ma proprio quest'ultima annuncia a Lele di aspettare un bambino. Il medico allora è costretto a rinunciare a Bianca.

## La mossa del cavallo
- Diretto da: Elisabetta Marchetti.
- Scritto da: Federico Calamante, Tommaso Capolicchio.
- Altri interpreti: Jinny Steffan (Irma), Giorgia Würth (Valentina), Tresy Taddei (Tracy)

### Trama
Nonno Libero e Nonna Enrica tornano dalla Puglia e ricevono una lettera anonima riguardante notizie su Cettina. Lele scopre che le analisi di Fanny sono state scambiate e quindi la ragazza non è incinta; i due decidono di lasciarsi ed ora Lele può stare con Bianca, ma quest'ultima sta per tornare nei Paesi Bassi. Giulio scopre che Irma è incinta. Guido organizza l'anniversario di matrimonio con Maria, ma quest'ultima preferisce dedicarsi al lavoro; Guido, preso da una forte rabbia, viene convinto da Valentina a venire a cena ed i due finiscono a letto. 
Tracy vuole rinunciare al derby perché non si sente pronta e chiede a Ciccio di partecipare al suo posto. All'ultimo momento, però, la ragazza ricorda le parole di Ciccio, che la invogliava a inseguire il suo sogno, così monta il cavallo Royston e vince la corsa. A casa Martini arriva una lettera anonima che dice che, in cambio di 10000 € verrà svelato dove si trova Cettina, ancora viva. Melina e Dante, per ottenere i soldi necessari, scommettono su Royston alla corsa e riescono ad avere il denaro. Dopodiché si recano con nonno Libero nel luogo indicato dalla lettera, ma scoprono trattarsi solo di uno scherzo a opera di malviventi che volevano i soldi e che vengono quindi arrestati dalla polizia. Quella sera stessa, però, nonno Libero riceve la chiamata del commissario che gli dice di aver trovato una signora svaporata che parla in modo strano. Il nonno pensa inizialmente si tratti di nonna Enrica - che era scomparsa dalla mattina ma che in realtà era andata in una clinica a farsi il lifting - ma quando la vede tornare a casa, è molto perplesso. Chi è quindi la donna misteriosa? 

## Tu vuoi fa' l'americana...
- Diretto da: Elisabetta Marchetti.
- Scritto da: Federico Calamante, Tommaso Capolicchio.
- Altri interpreti: Tresy Taddei (Tracy), Federica Sbrenna (Miranda)

### Trama
La famiglia Martini viene convocata dalla polizia perché una donna americana chiede di loro. I Martini scoprono che la donna è in realtà Cettina; quest'ultima inizialmente non sembra conoscerli, ma ben presto ricorda le avventure passate in casa Martini. Il problema è che Cettina non ricorda Torello. Melina e Dante Piccione decidono di portarla nella chiesa dove i due si erano sposati, ma Cettina crederà che suo marito sia Dante Piccione. Dopo aver ripreso completamente la memoria, Cettina parte per Venezia per ricongiungersi con Torello ed il piccolo Eros. 
Ciccio si congratula con Tracy per aver vinto il derby, i due si abbracciano e lui sta per baciarla quando arriva Miranda, che è tornata dalla Spagna. Il giovane è molto confuso ma dice alla sua ex di non voler più avere a che fare con lei. 

## Non c'è rosa senza spine
- Diretto da: Elisabetta Marchetti.
- Scritto da: Chiara Balestrazzi, David Bellini.
- Altri interpreti: Giorgia Würth (Valentina), Sarah Calogero (Albina), Federica Sbrenna (Miranda), Tresy Taddei (Tracy)

### Trama
Guido ha preso le distanze da Valentina, ma lei continua a cercarlo. Il ragazzo, nel frattempo, si sta vedendo con la sorella Albina, ma non le rivela ancora la sua vera identità. Lele cerca, inutilmente, di riavvicinarsi a Bianca, ferita da come è stata trattata dal medico: sedotta ed abbandonata a causa della gravidanza di Fanny. Miranda, tornata a Roma, è più che mai decisa a riconquistare Ciccio, ma quest'ultimo rimane attratto da Tracy, la quale è partita per Ivrea con il cuore spezzato, in quanto è innamorata del ragazzo. Guido rivela ad Albina di essere suo fratello e lei la prende malissimo. Verso la fine dell'episodio lui le lascia una lettera molto commovente sotto la porta di casa sua. La ragazza, dopo averla letta, inizia a piangere. 

## Ciao Giulia
- Diretto da: Elisabetta Marchetti.
- Scritto da: Chiara Balestrazzi, David Bellini.
- Altri interpreti: Sarah Calogero (Albina), Giulia Luzi (Giulia), Lorenzo Federici (Gianfilippo Colla), Federica Sbrenna (Miranda)

### Trama
Alla vigilia della partenza per i Paesi Bassi, Bianca va a Firenze dove hanno richiesto i suoi gioielli di cioccolata per una sfilata. Guido ha instaurato un rapporto con Albina che impara a volergli bene. Maria crede che Guido la tradisca proprio con Albina, senza sapere la vera identità della ragazza. Lele fa un ultimo tentativo per riconquistare Bianca, ma ormai è troppo tardi: quest'ultima deve partire per i Paesi Bassi, lasciando Lele soffrire, in quanto il suo cuore batte per lei. Annuccia, dopo aver litigato con Giulia, le scrive una lettera che l'amica, che nel frattempo ha intrapreso una carriera musicale, utilizza come canzone per la finale di Sanremo Giovani. Giulia supera in questo modo le selezioni e si riappacifica con l'amica. Durante la serata Annuccia darà il suo primo bacio a Gianfilippo Colla, il suo compagno di classe da sempre innamorato di lei. Ciccio è ancora confuso perché sopraffatto dai ricordi dei tempi passati con Miranda perciò, quando la rivede al chiosco dove prima prendevano la granita assieme, si riappacifica con lei e decidono di sposarsi. Lui, però, non sembra affatto convinto. 

## Compleanno a sorpresa
- Diretto da: Elisabetta Marchetti
- Scritto da:
- Altri interpreti: Federica Sbrenna (Miranda), Tresy Taddei (Tracy), Lucia Sardo (Pasquina), Sarah Calogero (Albina), Giorgia Würth (Valentina), Francesco Pannofino (Milani), Andrea Bonella (Agente di viaggi)

### Trama
La Famiglia Martini organizza un compleanno a sorpresa per Lele, ma lui è triste perché pensa alla donna che ama; Ciccio è preso dai preparativi del suo matrimonio con Miranda, ma quando viene a sapere che Tracy è tornata a Roma non resiste e va a trovarla al maneggio. I due ragazzi aiutano una cavalla, Selene, a mettere al mondo il suo puledrino e, felici per la buona riuscita del parto, si abbracciano proprio quando arriva Miranda, accompagnata da Lele, che ha aiutato il figlio tramite telefono. Melina e Dante Piccione propongono alla zia Pasquina di giocarsi a carte il rustico appartenente a lei. Inizialmente vincono, ma poi Melina perde in una partita successiva poiché voleva giocarsi la preziosa collana della zia che si rivela essere taroccata: lei e il fidanzato hanno perso tutto. Alla fine dell'episodio Guido rivela a Maria di averla tradita non con Albina, che Maria scopre essere la sorella di suo marito, ma con una ragazza di nome Valentina. La moglie ne è estremamente sconvolta. 

## Questo matrimonio non s'ha da fare
- Diretto da: Elisabetta Marchetti
- Scritto da: Mila Venturini
- Altri interpreti: Tresy Taddei (Tracy)

### Trama
Guido confessa il tradimento alla moglie, che lo caccia via dalla stanza, fa le valigie e va a vivere da sola con la figlia, rendendo Guido disperato. Ciccio capisce di essere innamorato di Tracy. Infatti, quando si trova con la zia Nilde in gioielleria per compare l'anello di fidanzamento, pensa solo a quest'ultima; dopo essersi consultato col padre, va al maneggio, dove incontra Tracy che sta per partire per Ivrea: le regala un anello con la pietra di zaffiro e si dichiara. La ragazza, che ricambia, lo bacia felice. Infine partono insieme per andare a Ivrea, dove Tracy ha una gara importantissima. Intanto Lele va a Londra e dichiara il suo amore per Bianca. Dopo una notte passata insieme, Bianca lascia una lettera a Lele, dicendogli di voler tornare nei Paesi Bassi e di non poter rinunciare alla grande opportunità di diventare traduttrice ed interprete sui testi delle conferenze estere.

## Ci vorrebbe un amico
- Diretto da: Elisabetta Marchetti
- Scritto da: Giuseppe Badalucco, Antonio Consentino, Franca De Angelis, Emanuela Del Monaco
- Altri interpreti: Federica Sbrenna (Miranda), Tresy Taddei (Tracy)

### Trama
Guido tenta di riconquistare Maria, ma la ragazza, quando sembra averlo perdonato, gli fa recapitare una richiesta di separazione, ma non prima di aver incontrato la donna che ha distrutto il suo matrimonio. Miranda scopre che Ciccio è ancora innamorato di Tracy, ma non vuole ancora rinunciare al suo amato. Il ragazzo, allora, torna momentaneamente a casa per chiarire la situazione. Dopodiché, sarà libero di vivere la sua storia con Tracy. Nonno Libero e Nonna Enrica tornano dalla Puglia per restare a Roma in modo definitivo, ora che Lele deve tornare a Parigi. Il medico però ha intenzione di rimanere per sempre a Roma e lo annuncia alla famiglia, che ne è entusiasta. Giulio fa chiamare Lele sul set del reality show L'Isola Dei coraggiosi, fingendosi malato. Infatti Giulio doveva far venire Lele all'isola per superare l'ultima prova Ci Vorrebbe Un Amico. Infine si scopre che ci saranno due matrimoni: quello di Nonno Libero con Nonna Enrica (dato che all'epoca Fausto non aveva correttamente firmato come testimone) e quello di Ciccio con Tracy, il ragazzo ha infatti capito che la fantina è proprio la donna che ama veramente.

## Fuga d'amore
- Diretto da: Elisabetta Marchetti
- Scritto da:
- Altri interpreti: Jinny Steffan (Irma), Yana Mosiychuk (Inge), Gabriele Paolino (Bobò), Tresy Taddei (Tracy)

### Trama
Le doppie nozze di Nonno Libero e di Ciccio sono alle porte e fervono i preparativi. Giulio vince L'Isola Dei Coraggiosi per un solo voto e ritorna a Roma per riabbracciare Irma. Maria e Guido devono incontrare l'avvocato per un colloquio preliminare, per parlare della separazione. Maria, all'ultimo momento, cambia idea e perdona il marito. Inge e Bobò decidono di far incontrare Lele e Bianca organizzando una fuga d'amore. La serie si conclude con i matrimoni di Ciccio con Tracy e di Nonno Libero con Nonna Enrica, il perdono di Maria nei confronti di Guido e la loro partenza in camper per una breve vacanza. Inoltre viene annunciato il matrimonio tra Lele e Bianca. 